# Blauer Wittelsbacher

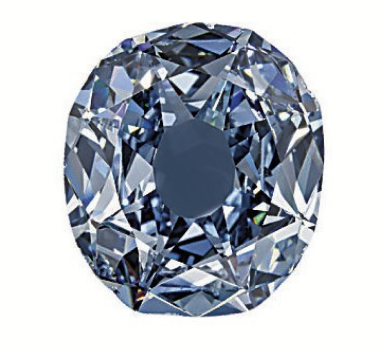
Der Blaue Wittelsbacher, 2009 vor dem Umschliff

Der Blaue Wittelsbacher ist ein großer naturblauer Diamant vom Typ IIb mit einer Reinheit von VS2. Durch seinen ersten Schliff hatte er ein Gewicht von 35,56 Karat (7,11 g). Er war Teil der österreichischen und bis 1918 der bayerischen Kronjuwelen. 2008 wurde er von dem britischen Juwelier und Edelsteinhändler Laurence Graff erworben, der ihn 2009 umschleifen ließ und in The Wittelsbach-Graff Diamond umbenannte. Sein Gewicht beträgt heute nur noch 31,06 Karat (6,21 g). Der Umschliff wird von Experten kritisch beurteilt.
Wegen seiner Größe, Farbe und Klarheit ist der Blaue Wittelsbacher oft mit dem Hope-Diamanten verglichen worden. Bis zum Neuschliff im Jahr 2009 maß er 24,40 mm im Durchmesser und 8,29 mm in der Tiefe. Er hatte 82 Facetten, die atypisch angeordnet waren. Die sternförmigen Facetten in der Krone des Diamanten waren vertikal gespalten, und das Unterteil hatte 16 nadelartige Facetten, die in Paaren angeordnet von der Kalette nach außen zeigten. Er gilt als der älteste bekannte Brillant.

## Geschichte

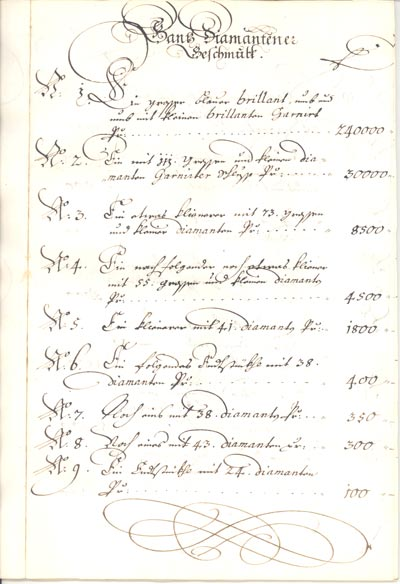
Inventar der Juwelen Maria Amalias, 1722; Nr. 1: Ein grosser blauer brillant, umb und umb mit kleinen brillanten Garnirt

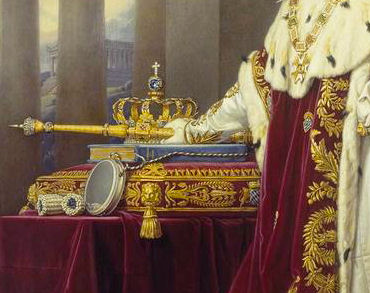
Joseph Karl Stieler: König Ludwig I. im Königsornat, 1826 (Detail). Neue Pinakothek, München. Der Blaue Wittelsbacher ziert die Spitze der Krone unter dem Kreuz

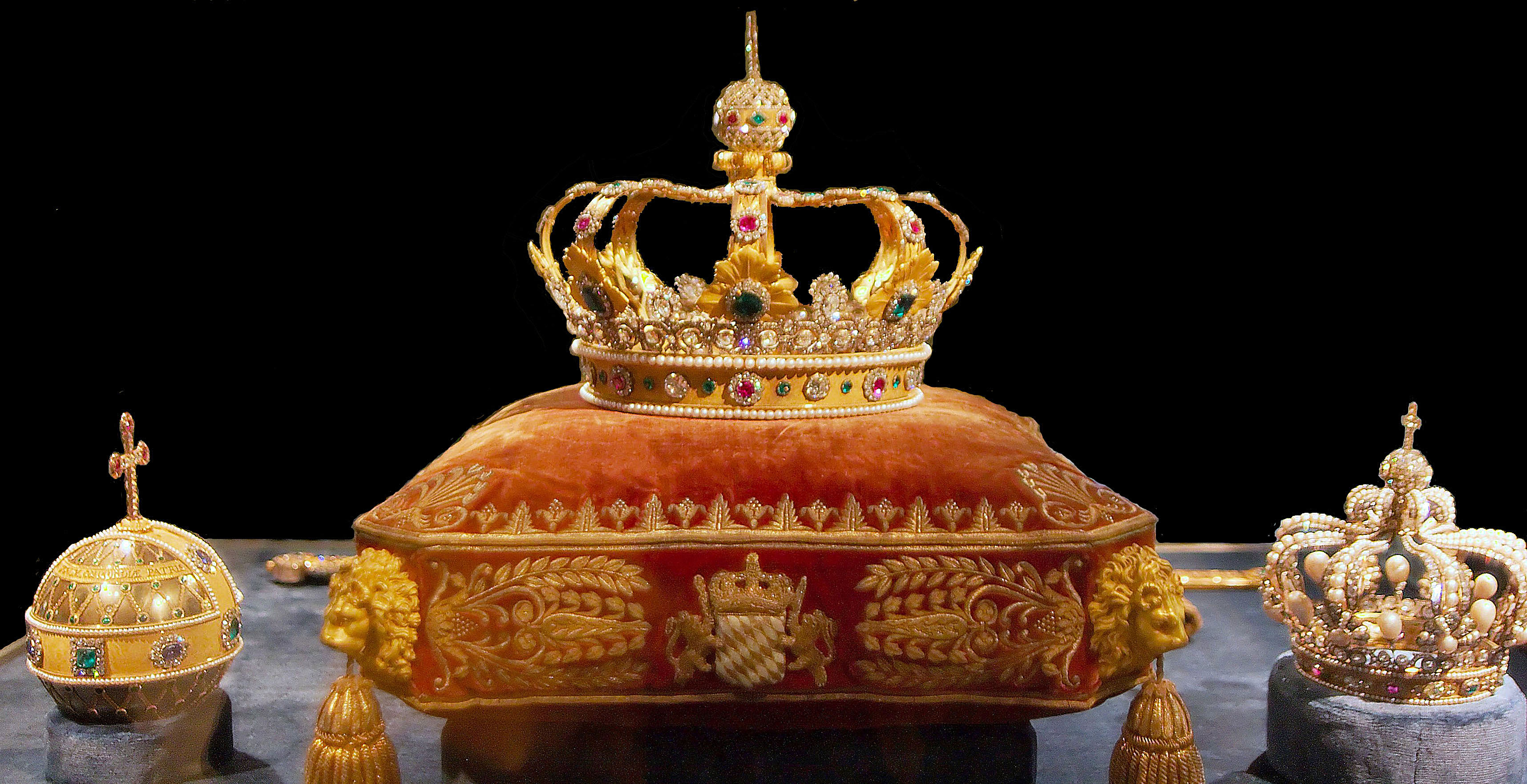
Krone des Königreichs Bayern – heutige Fassung ohne Blauen Wittelsbacher in der Schatzkammer der Münchner Residenz

Die Erwerbungsgeschichte des Diamanten liegt im Dunkeln. Es ist auch ungeklärt, wo er seinen Schliff erhielt. Als im Dezember 1666 Margarita Theresa aus Spanien nach Wien kam, brachte sie eine Mitgift aus Juwelen von ihrem Vater, König Philipp IV. von Spanien, mit, darunter wahrscheinlich auch das vermutlich aus einem indischen Bergwerk in Kollur bei Golkonda stammende Juwel. Sie vermachte den Stein, der zu diesem Zeitpunkt als Mittelstück eines Brust-Kleinods gefasst war, ihrem Mann Kaiser Leopold I., der ihn wiederum ihrer gemeinsamen Tochter Maria Antonia als Mitgift gab. 1722 kam der Diamant durch die Heirat ihrer Nichte Maria Amalia mit Karl Albrecht von Bayern als Teil ihrer Mitgift an das Haus Wittelsbach und wurde erstmals als blauer Brillant inventarisiert. Nach der Kaiserkrönung Karls VII. ließ Maria Amalia den Diamanten in ihre Kaiserinnenkrone einarbeiten.
1761, fünf Jahre nach Maria Amalias Tod, veranlasste Kurfürst Maximilian III. Joseph, vielleicht inspiriert von der Fassung des Dresdner Grünen Diamanten, die Einarbeitung des Blauen Wittelsbachers in ein Ordenszeichen des Ordens vom Goldenen Vlies. Als Kurfürst Max Joseph 1806 zum ersten König von Bayern erhoben wurde, ließ er nach einem Entwurf von Charles Percier eine Königskrone anfertigen, die den Blauen Wittelsbacher als Leitstein enthielt. In einem Inventar von 1807 wurde der Stein auf einen Wert von 300.000 Gulden geschätzt, so viel wie sämtliche anderen königlichen Schmuckstücke zusammengenommen. Bis 1918 blieb der Diamant an der Spitze der Krone des Königreichs Bayern Haus- und Staatssymbol. Zum letzten Mal in der Öffentlichkeit in dieser Fassung gesehen wurde er 1921 bei der Beisetzung von König Ludwig III.
Der Diamant kam in den Wittelsbacher Ausgleichsfonds. 1931 wollte das Haus Wittelsbach zur Lösung von Liquiditätsproblemen als Folge der Weltwirtschaftskrise den Blauen Wittelsbacher bei Christie’s versteigern lassen und erhielt dafür auch eine Genehmigung der Bayerischen Staatsregierung unter Heinrich Held; bei der Auktion am 21. Dezember 1931 fand sich jedoch kein Käufer. Ein Verkauf kam erst 1951 in Antwerpen zustande; 1958 wurde der Stein ohne Namen oder Hinweis auf seine historische Bedeutung auf der Brüsseler Weltausstellung gezeigt. Im August 1961 erwarb der Juwelenhändler Jozef Komkommer in Antwerpen den Diamanten von einer Erbengemeinschaft des Edelsteinhändlers Romi Goldmuntz und verkaufte ihn, nachdem der Ausgleichsfonds einen Rückkauf abgelehnt hatte, 1964 über den Hamburger Juwelier Renatus Wilm an einen zunächst Unbekannten, von dem später bekannt wurde, dass es der Kaufhausmagnat Helmut Horten war, der ihn für seine damalige Lebensgefährtin  und spätere Ehefrau Heidi Jelinek erwarb.
Am 10. Dezember 2008 wurde der Blaue Wittelsbacher bei einer Auktion von Christie’s in London für 16,4 Millionen Pfund Sterling, also 23,4 Millionen US-Dollar bzw. 18,4 Millionen Euro, versteigert. Der Erwerber war der Londoner Juwelier und Edelsteinhändler Laurence Graff. Der Preis war bis zum 16. November 2010 der höchste, der bei einer Auktion für einen Diamanten erzielt wurde.

## Nachschliff und Wanderung

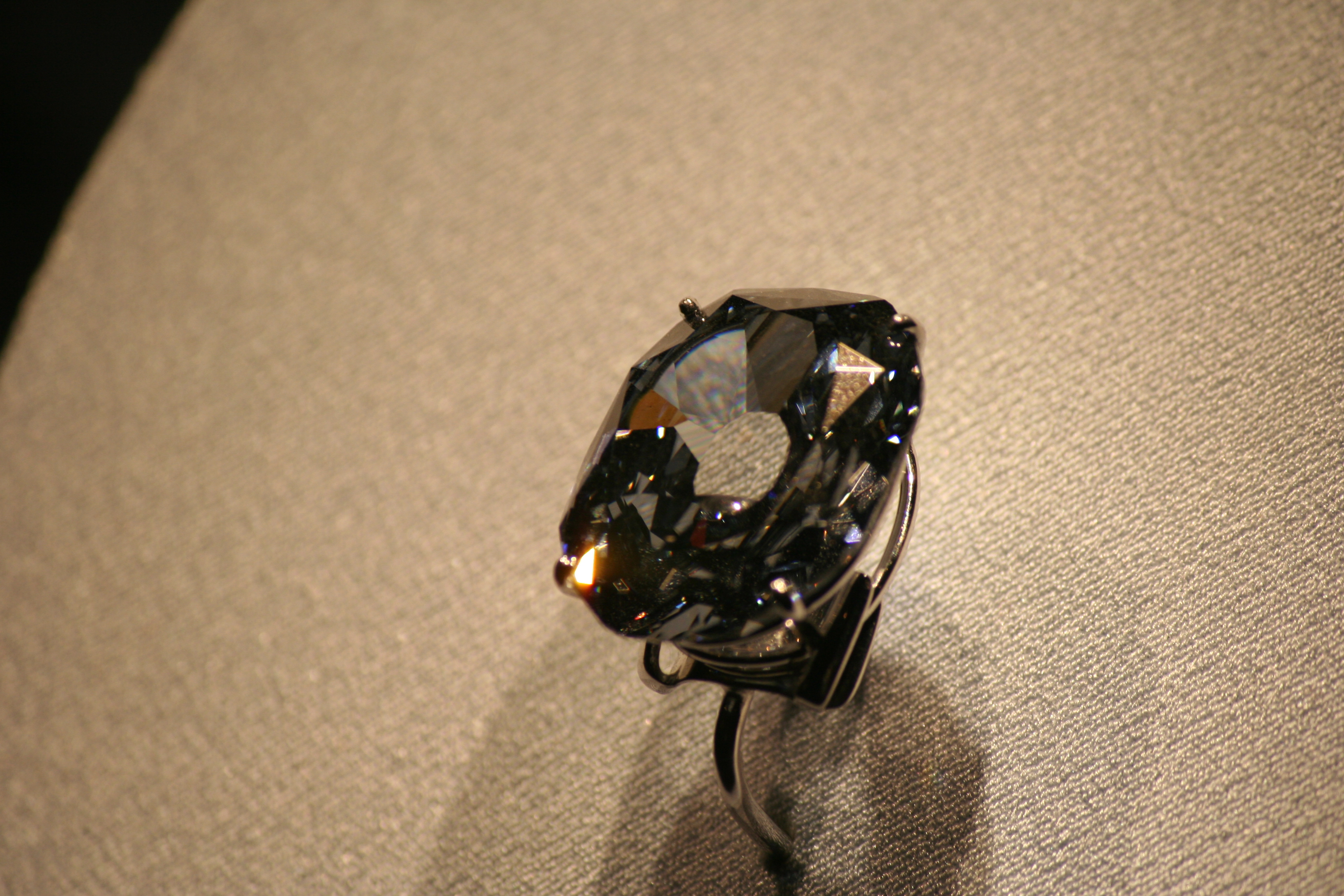
Blauer Wittelsbacher nach dem Schliff

Am 7. Januar 2010 berichtete die New York Times, Graff habe den Stein von drei Edelsteinschleifern neu schleifen lassen, um Absplitterungen zu beseitigen und Reinheit und Brillanz besser zur Geltung zu bringen, wodurch der Stein vier Karat verloren habe. Der Neuschliff wurde von Experten, darunter Hans Ottomeyer, durchgehend kritisch bewertet, da der Stein dadurch seinen historischen Charakter verloren habe. Ottomeyer bezeichnete den Neuschliff nach einem Bericht der FAZ als Vandalisierung; Graff habe den Stein zum „Königlichen Lutschbonbon“ gemacht.
Der Diamant, nunmehr als The Wittelsbach-Graff Diamond geführt, wurde vom 29. Januar bis zum 1. September 2010 neben dem Hope-Diamanten im National Museum of Natural History der Smithsonian Institution in Washington, D.C. ausgestellt. Im Anschluss daran war er von Ende Oktober 2010 bis Januar 2011 in der Harry Frank Guggenheim Hall of Minerals des American Museum of Natural History in New York City zu sehen.  Im Juni 2011 meldete die New York Times, der Stein sei kürzlich von Graff für eine ungenannte Summe verkauft worden. Vermutlich ist der gegenwärtige Eigentümer Scheich Hamad bin Chalifa Al Thani mit einer Kaufsumme von mindestens 80 Millionen US-Dollar.

## Film
- Der Blaue Wittelsbacher. Ein Diamant für Bayern. Eine historische Dokumentation von Bernhard Graf, BR 2011.